# アラン・ブルック (初代アランブルック子爵)
初代アランブルック子爵アラン・フランシス・ブルック（英語: Alan Francis Brooke, 1st Viscount Alanbrooke, KG, GCB, OM, GCVO, DSO& Bars、1883年7月23日 - 1963年6月17日）は、イギリスの陸軍軍人、政治家、貴族。

## 経歴
1883年7月23日、第3代準男爵サー・ヴィクター・ブルックとその妻アリス（第3代準男爵サー・アラン・ベリンガムの娘）の六男としてフランス・バニェール＝ド＝ビゴールに生まれる。
フランス・ポーのイギリス人学校を経て、イギリス・ウーリッジの王立陸軍士官学校に入学した。1902年に王立砲兵連隊に少尉(second lieutenant)として入隊。1905年12月24日に中尉(lieutenant)に昇進し、1906年12月には英領インド帝国パンジャブの第30砲兵中隊に配属されたが、銃の暴発事故で帰国し、その間にキャンバリー参謀大学に入学した。卒業後インドへ戻った。
第一次世界大戦にも砲兵士官として従軍し、第一次イーペルの戦い、ヌーヴ・シャペルの戦い、、ソンムの戦い、ヴィミー・リッジの戦い、第3次イーペルの戦い等に従軍した。殊勲者公式報告書に6回名前が載る勇戦をした。大戦中に臨時中佐(acting lieutenant colonel)まで昇進した。
戦後は砲術の権威として参謀大学の教官となり、将兵教育にあたった。1927年にはロンドンに新設された帝国防衛大学の最初の生徒となっている。1928年には一時的な准将(temporary brigadier)に昇進して王立砲兵学校の司令官となる。1929年には1923年に遡って大佐(colonel)に昇進した。1932年に帝国防衛大学の教官に戻り、1934年4月にはプリマスの第8歩兵旅団の准将(brigadier)に昇進した。1935年11月8日には少将(major general)に昇進するとともに陸軍省の軍事教育部門の砲兵教官となり、ついで1936年8月には軍事教育部門の長となった。
1937年の終わりには自動車師団の指揮を執ったが、1938年6月27日には中将(lieutenant general)に昇進するとともに防空軍団の司令官(GOC)に就任し、ついで1939年3月には防空司令部の総司令官(GOC-in-C)に就任し、同年7月には南方司令部総司令官(GOC-in-C)に就任した。
第二次世界大戦勃発後、第2軍団の司令官(GOC)に就任し、第6代ゴート子爵ジョン・ヴェレカー指揮下の海外派遣軍に属してフランスへ送られたが、ドイツ軍に敗れてダンケルクの撤退を余儀なくされた。撤退後の1940年6月19日に南方司令部総司令官(GOC-in-C)に就任し、さらに1940年7月19日には国内軍総司令官(GOC-in-C)に就任。ドイツ軍の上陸作戦に備えたサセックスからウェールズまでの防衛線の準備にあたった。
1941年12月に帝国参謀総長に就任するとともに同年5月7日に遡って大将(General)に昇進。以降戦時中を通じてその職にあり、英軍の再建と反攻作戦の全体的指揮にあたった。ウィンストン・チャーチルやアメリカ軍首脳にも臆することなく直言して強力な指導力を発揮したといわれる。
1943年11月、対日戦後処理を扱ったカイロ会談には陸軍総参謀長として参加。
1944年1月1日には元帥(field marshal)に昇進。同年からはじまった大陸反攻作戦では一時期連合軍最高司令官に擬されている。
戦後の1945年9月18日には連合王国貴族爵位アランブルック男爵に叙せられ、貴族院議員に列した。さらに1946年1月29日にはアランブルック子爵にも叙せられた。同年6月25日に帝国参謀総長を辞し、退役した。
1963年6月17日に心臓麻痺によりハンプシャーハートリー・ウィントニーの自宅で死去した。同地のセント・メアリー教会の墓地に葬られた。爵位は長男トマス・ブルックが継承した。

## 栄典

### 爵位
1945年9月18日に以下の爵位を新規に叙される。
- ファーマナ県におけるブルックバラの初代アランブルック男爵 (1st Baron Alanbrooke, of Brookeborough in the County of Fermanagh)
(勅許状による連合王国貴族爵位)

1946年1月29日に以下の爵位を新規に叙される。
- ファーマナ県におけるブルックバラの初代アランブルック子爵 (1st Viscount Alanbrooke, of Brookebrough in the County of Fermanagh)
(勅許状による連合王国貴族爵位)

### 勲章
- 1916年殊功勲章(DSO)と1918年飾板[12]。および1918年[13]
- 1937年、バス騎士団(勲章)コンパニオン (CB)[14]
- 1940年、バス騎士団(勲章)ナイト・コマンダー (KCB)[15]
- 1942年、バス騎士団(勲章)ナイト・グランド・クロス (GCB)[16]
- 1946年、メリット騎士団(勲章) (OM)[17]
- 1946年、ガーター騎士団(勲章)ナイト (KG)[18]
- 1953年、ロイヤル・ヴィクトリア騎士団(勲章)ナイト・グランド・クロス (GCVO)[19]

## 家族
1914年にジョン・リチャードソン大佐の娘メアリー・リチャードソンと結婚し、彼女との間に以下の2子を儲けた。
- 第1子(長女)ローズマリー・ブルック (1918-) ロナルド・マクドナルド陸軍大尉と結婚
- 第2子(長男)トマス・ブルック（英語版） (1920-1972) 第2代アランブルック子爵位を継承

1925年にメアリーと死別し、1929年に第4代準男爵サー・ハロルド・ペリーの娘ベニタと結婚。彼女との間に以下の2子を儲けた。
- 第3子(次女)キャサリン・ベニタ・ブルック (1931-1961) ロバート・ストーニー海軍少佐と結婚
- 第4子(次男)アラン・ヴィクター・ハロルド・ブルック（英語版） (1932-2018) 第3代アランブルック子爵位を継承